# Пигот, Чиниере
Чиниере Пигот (нидерл. Chinyere Pigot; род. 1 мая 1993 года) — пловчиха из Суринама , участница Олимпийских игр 2012 года.
На Церемонии открытия летних Олимпийских игр 2012 была знаменосцем команды Суринама.

## Карьера
На Олимпиаде в Пекине приняла участие в соревнованиях на вольным стилем среди женщин на 50 метров. Заняла 54 место на предварительном этапе и не смогла пройти в следующий этап.
На Олимпиаде в 2012 году приняла участие в соревнованиях вольным стилем среди женщин на 50 метров. Заняв последнее 40 место на предварительном этапе, не смогла пройти в полуфинал. Тем самым она поставил новый рекорд Суринама в этом виде соревнований.